# Synagoge (Ágreda)

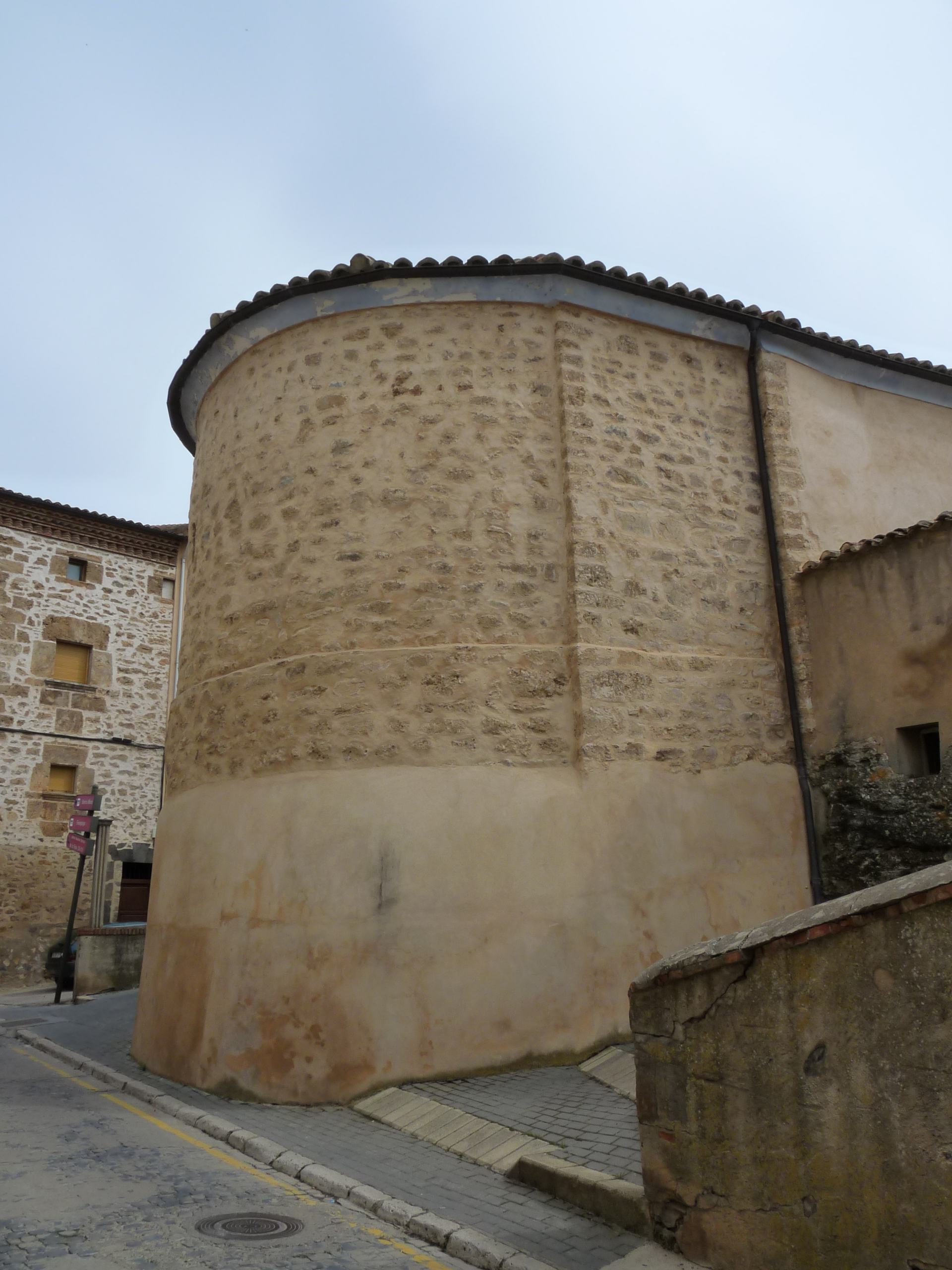
Ehemalige Synagoge in Ágreda

Die Synagoge in Ágreda, einer spanischen Gemeinde in der Provinz Soria der Autonomen Gemeinschaft Kastilien-León, ist ein romanischer Sakralbau, der als Synagoge genutzt wurde. Das Gebäude befindet sich in der Calle de Vicente, im ehemaligen Judenviertel.

## Geschichte
Laut einer Urkunde soll nach der Vertreibung der spanischen Juden im Jahr 1492 (siehe Alhambra-Edikt) die Synagoge der jüdischen Gemeinde Ágreda von den katholischen Königen der politischen Gemeinde übereignet worden sein.
Das als römisch-katholische Kirche geweihte Gebäude besteht aus einem Kirchenschiff und einer halbrunden Apsis.